# (37675) 1995 AJ1
1995 AJ1 (asteroide 37675) é um asteroide da cintura principal. Possui uma excentricidade de 0.22056140 e uma inclinação de 8.37001º.
Este asteroide foi descoberto no dia 6 de janeiro de 1995 por Masanori Hirasawa e Shohei Suzuki em Nyukasa.